# THYN1
THYN1 (англ. Thymocyte nuclear protein 1) – білок, який кодується однойменним геном, розташованим у людей на короткому плечі 11-ї хромосоми. Довжина поліпептидного ланцюга білка становить 225 амінокислот, а молекулярна маса — 25 697.
| 10         |  | 20         |  | 30         |  | 40         |  | 50         |
| ---------- |  | ---------- |  | ---------- |  | ---------- |  | ---------- |
| MSRPRKRLAG |  | TSGSDKGLSG |  | KRTKTENSGE |  | ALAKVEDSNP |  | QKTSATKNCL |
| KNLSSHWLMK |  | SEPESRLEKG |  | VDVKFSIEDL |  | KAQPKQTTCW |  | DGVRNYQARN |
| FLRAMKLGEE |  | AFFYHSNCKE |  | PGIAGLMKIV |  | KEAYPDHTQF |  | EKNNPHYDPS |
| SKEDNPKWSM |  | VDVQFVRMMK |  | RFIPLAELKS |  | YHQAHKATGG |  | PLKNMVLFTR |
| QRLSIQPLTQ |  | EEFDFVLSLE |  | EKEPS      |  |            |  |            |

A: Аланін

C: Цистеїн

D: Аспарагінова кислота

E: Глутамінова кислота

F: Фенілаланін

G: Гліцин

H: Гістидин

I: Ізолейцин

K: Лізин

L: Лейцин

M: Метіонін

N: Аспарагін

P: Пролін

Q: Глутамін

R: Аргінін

S: Серин

T: Треонін

V: Валін

W: Триптофан

Кодований геном білок за функцією належить до фосфопротеїнів. 
Задіяний у такому біологічному процесі, як альтернативний сплайсинг. 
Локалізований у ядрі.